# Parc naturel de la Vallée d'Alcúdia et Sierra Madrona
Le parc naturel de la Vallée d'Alcúdia et Sierra Madrona est un espace naturel espagnol situé dans le sud de la province de Ciudad Real. Il tient son nom de la Sierra Madrona et de la vallée d'Alcúdia.

## Histoire
Le 28 septembre 2010 a été approuvé le Plan d'Ordre des Ressources Naturelles de la Vallée d'Alcúdia et Sierra Madrona. La zone a été finalement déclarée parc naturel le 10 mars 2011 par une loi publiée au Journal Officiel de Castille-La Manche le 22 mars 2011 et au Journal officiel de l'État le 2 mai, dans la rubrique de José María Barreda Fontes, président de la communauté autonome.

## Description

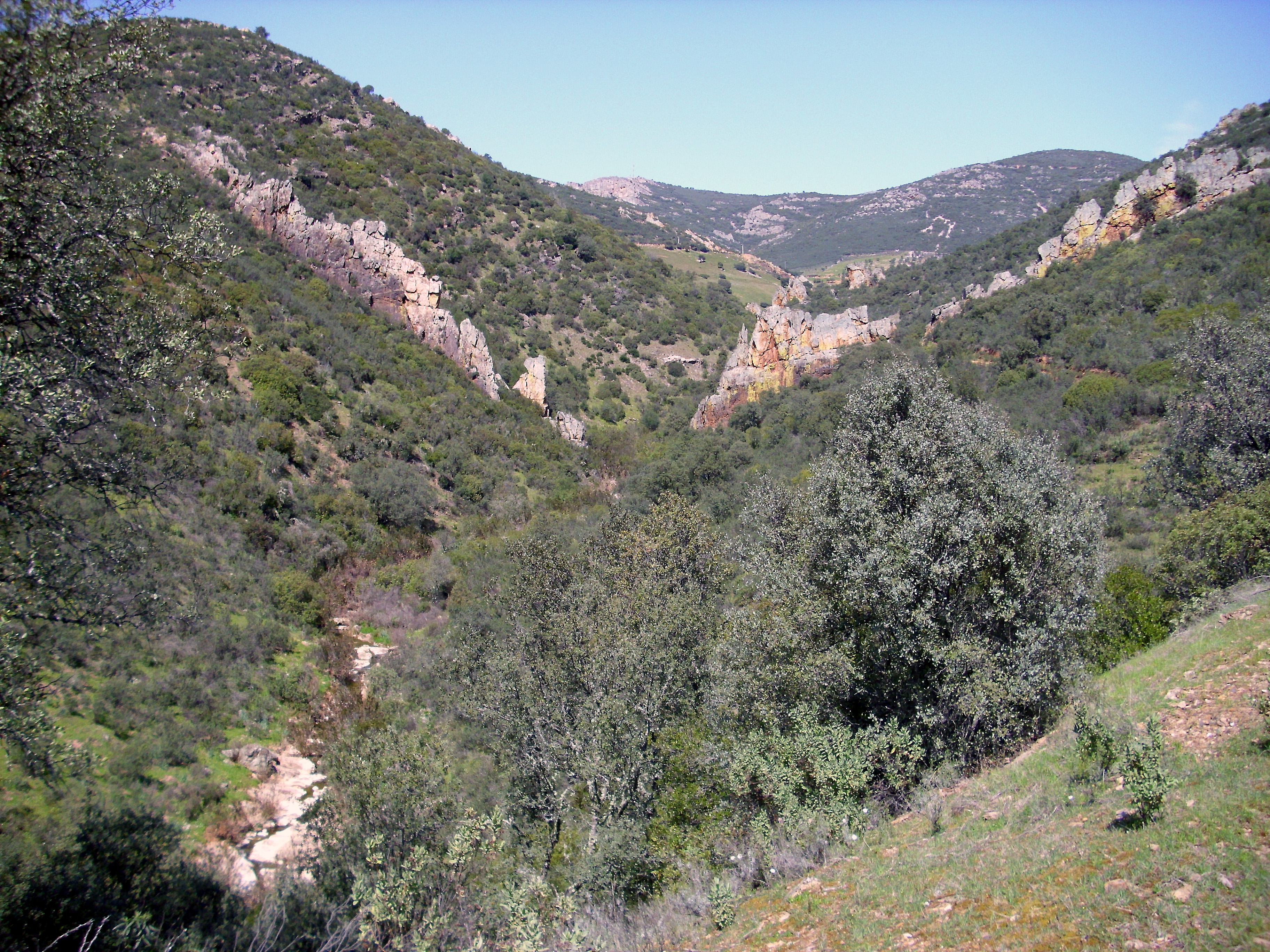
Paysage de la sierra Madrona

Le parc naturel de la Vallée d'Alcúdia et Sierra Madrona occupe une surface estimée à 149 463 hectares, répartis entre les territoires communaux d'Almodóvar del Campo, Brazatortas, Cabezarrubias del Puerto, Fuencaliente, Hinojosas de Calatrava, Mestanza, San Lorenzo de Calatrava et Solana del Pino, tous dans la province de Ciudad Real, dans la communauté autonome de Castille-La Manche.
Dans la zone comprise dans le parc naturel il y a d'autres espaces disposant d'autres formes de protection, comme les zones critiques pour l'aigle ibérique, le vautour moine, la cigogne noire ou le lynx ibérique, mais aussi le monument naturel des Castillejos Volcanicos de la Bienvenida, dans le territoire communal d'Almodóvar del Campo, le monument naturel de la Laguna Volcanica de La Alberquilla, dans le territoire communal de Mestanza, et le Volcan de Alhorín dans le territoire communal de Solana del Pino, ainsi que les micro-réserves du Tunnel de Niefla, dans les territoires communaux d'Almodóvar del Campo et Brazatortas, de la Mine des Pontones, dans le territoire communal de Mestanza, du Refuge de Chiroptères de Fuencaliente, dans le territoire communal de Fuencaliente et partiellement les Tunnels de Ojailén, dans les territoires communaux de Calzada de Calatrava, Mestanza, San Lorenzo de Calatrava et Villanueva de San Carlos.

## Flore

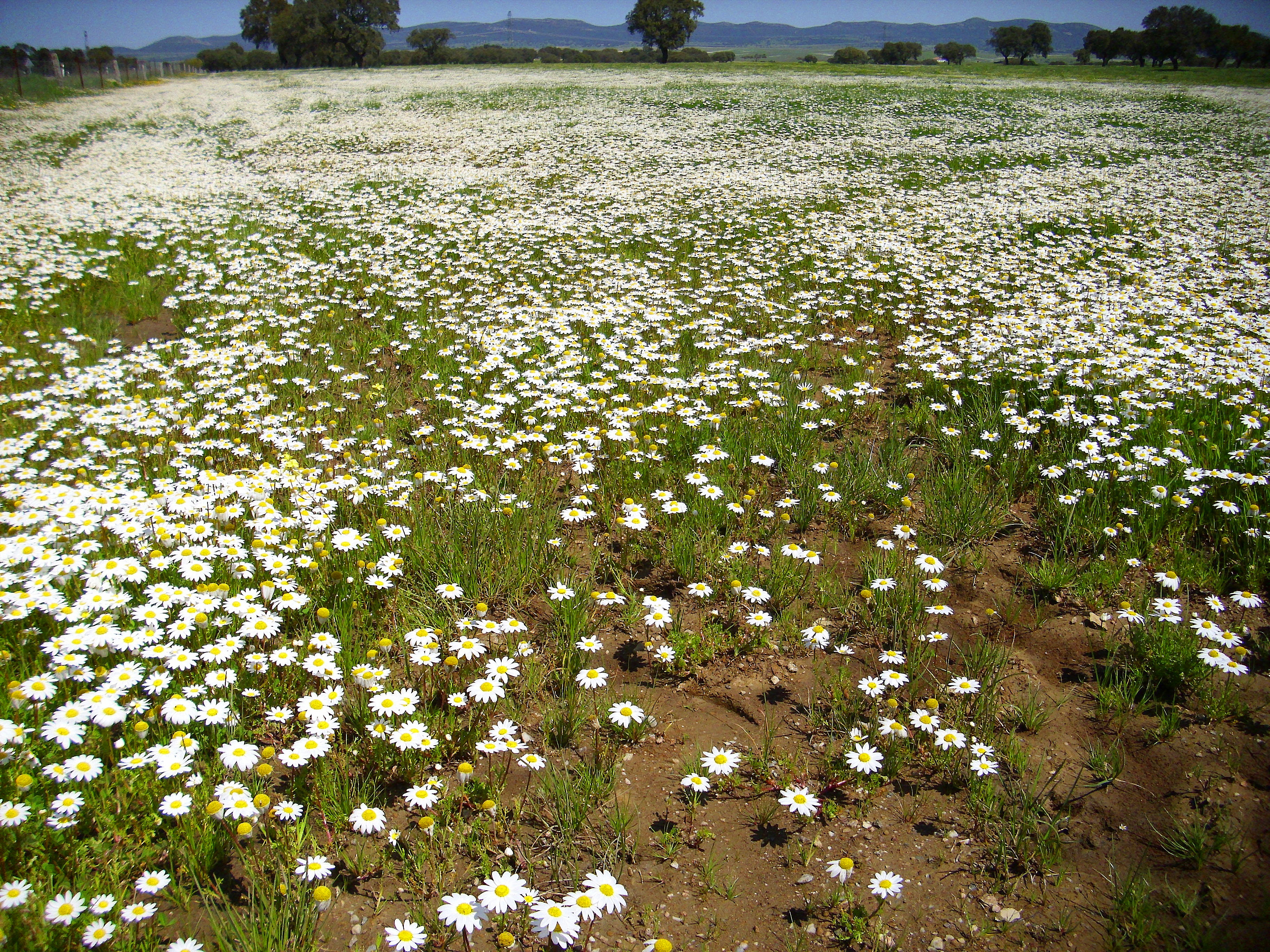
Marguerites dans la vallée d'Alcúdia.

En ce qui concerne la végétation, celle qui se trouve dans le domaine de la vallée d'Alcúdia est très modelée par l'élevage traditionnel, avec de grandes étendues couvertes de dehesas d'yeuse, pâturages, herbes et autres prairies annuelles, alors que dans le domaine territorial de sierra Madrona ont été conservés des vestiges de différents types de bois méditerranéens avec un bon état de conservation: des bois de chênes verts dans les zones les plus chaudes et sèches, des bois de chênes portugais dans les cuvettes avec inversion thermique et les parties basses d'ubacs, des plantations de chênes-liège sur les versants tempérés avec quelques précipitations, des chênes tauzin dans les grands ubacs, et des genèvriers et fragments de pinèdes de Pinus pinaster sur les crêtes. Il y a aussi beaucoup de bois mixtes de plusieurs espèces du genre Quercus.
Il faut noter les communautés d'espèces thermo-mediterranéennes, qui arrivent à pénétrer dans les gorges des rivières et quelques lieux ensoleillés: les oliviers sauvages, les chênaies avec des oliviers, les chênes-liège avec du myrte. Les contrastes sont fréquents, avec d'autres enclaves, où apparaissent parfois de précieux fragments résiduels de chênaies de Quercus canariensis, et d'importantes galeries fluviales où alternent les aulnaies, les frênaies, les saulaies, ainsi que des tourbières très bien conservées.

## Faune

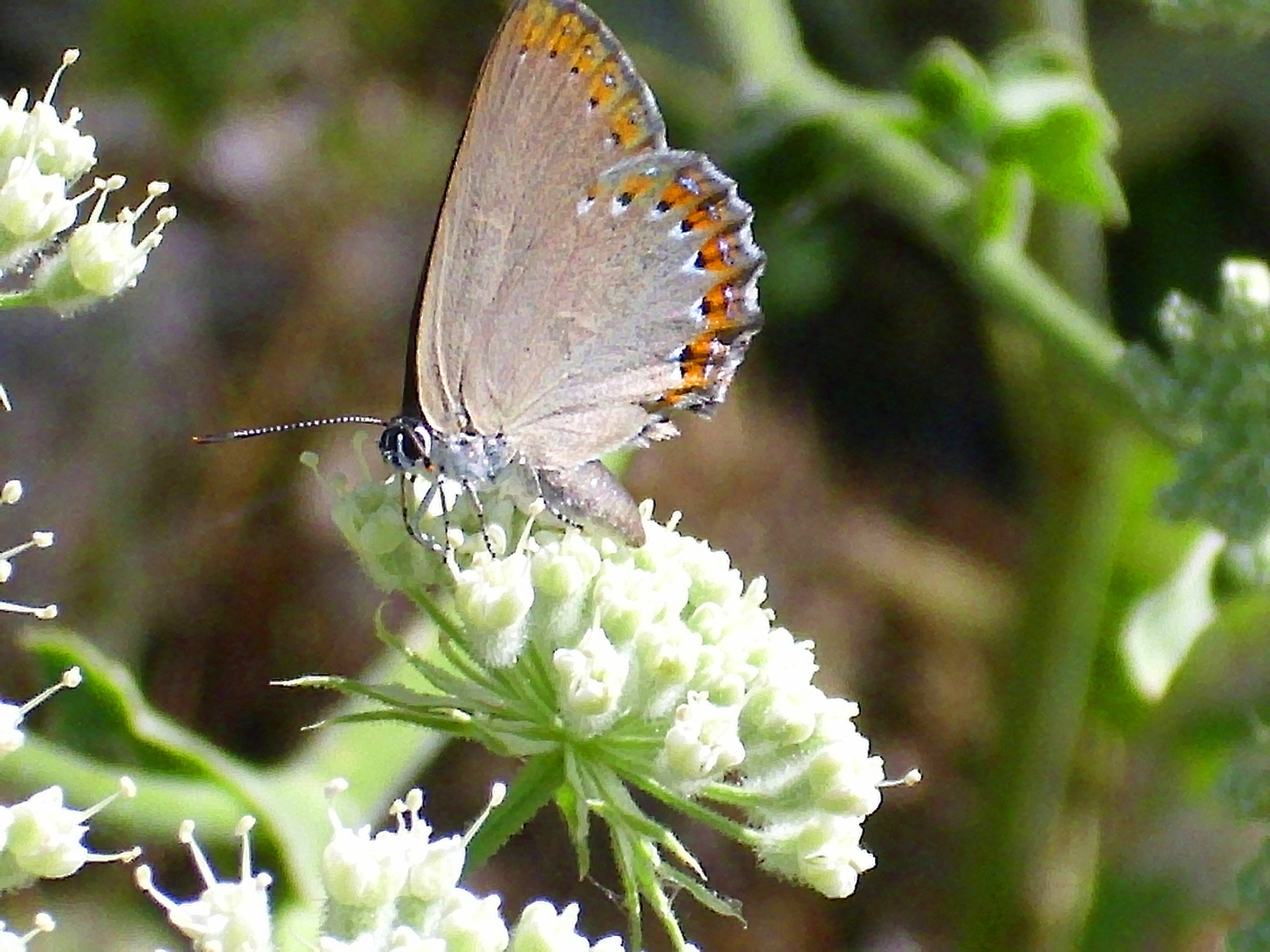
Papillon dans la sierra Madrona

Pour les oiseaux, Sierra Madrona a été incluse dans la Zone de Protection Spéciale pour les Oiseaux dénommée «Sierra Morena», et a le statut de Zone Sensible pour la conservation de l'aigle ibérique, du vautour moine et de la cigogne noire. La zone est aussi très importante pour l'aigle royal, l'aigle de Bonelli, le vautour égyptien, le vautour fauve, le faucon pèlerin et le hibou grand-duc. En ce qui concerne les mammifères, cette montagne constitue un habitat pour quelques populations extrêmement menacées de loup et lynx ibérique.
Les rivières de la zone conservent de bonnes populations de loutres, ainsi que de poissons endémiques comme le Squalius palaciosi, le Squalius alburnoides, le Luciobarbus sclateri et la bogue. Toute la zone est importante pour la conservation d'un nombre significatif d'espèces de chauve-souris troglodytes des genres Rhinolophe, Miniopterus et Myotis.